# Shizuku
Shizuku (jap. 「しずく」, nazwa kodowa GCOM-W1) – japoński satelita obserwacyjny, pierwszy satelita z serii Global Changing Observation Mission (GCOM). Jego zadaniem jest obserwacja zmian w globalnym obiegu wody. Wchodzi w skład konstelacji satelitów meteorologicznych i środowiskowych A-Train.
Shizuku jako instrument badawczy wykorzystuje radiometr AMSR2, podobny do instrumentu z satelity Aqua.
Satelita Shizuku został wystrzelony 17 maja 2012 z kosmodromu Tanegashima za pomocą rakiety H-IIA F21 (ładunkiem dodatkowym były satelity KOMPSAT-3, SDS-4 i Horyu-2) na orbitę heliosynchroniczną. Pierwsze dane z AMSR2 odebrano 3 lipca o 9:00 czasu japońskiego.